# Jonathan Svedberg
Jonathan Svedberg, né le 22 mars 1999 en Suède, est un footballeur suédois qui évolue au poste de milieu défensif au St Johnstone FC.

## Biographie

### En club
Né en Suède, Jonathan Svedberg commence le football au BK Astrio (en) à l'âge de sept ans, avant de rejoindre l'Halmstads BK à treize ans, où il poursuit sa formation. 
Il joue son premier match en professionnel le 2 juillet 2016, lors d'une rencontre de Superettan, la deuxième division suédoise, contre l'AFC Eskilstuna. Il entre en jeu à la place de Ivo Pękalski et son équipe est battue par quatre buts à un.
Il joue son premier match dans l'Allsvenskan, la première division suédoise, le 1er avril 2017, lors de la première journée de la saison 2017 face à l'Östersunds FK. Il entre en jeu à la place de Sead Hakšabanović et son équipe l'emporte par un but à zéro.
Le 10 août 2017, Svedberg prolonge son contrat avec le Halmstads BK de trois ans.
En janvier 2021, Svedberg se blesse sérieusement lors d'un match d'entraînement. Victime d'une rupture des ligaments croisés du genou, il est absent pour une longue période qui lui fait manquer la totalité de la saison 2021.

### En sélection
Jonathan Svedberg compte deux sélections avec l'équipe de Suède des moins de 18 ans, toutes les deux obtenues en juin 2017.
Svedberg est également sélectionné avec les moins de 20 ans, pour un total de deux matchs joués. Le premier contre le Danemark le 13 octobre 2018 (victoire 1-3) et le second face à la Russie deux jours plus tard (1-1 score final).